# フィウマルボ
フィウマルボ（伊: Fiumalbo）は、イタリア共和国エミリア＝ロマーニャ州モデナ県にある、人口約1,200人の基礎自治体（コムーネ）。

## 地理

### 位置・広がり

#### 隣接コムーネ
隣接するコムーネは以下の通り。括弧内のPTはピストイア県、LUはルッカ県所属を示す。
- アベトーネ・クティリアーノ (PT)
- コレリア・アンテルミネッリ (LU)
- ファナーノ
- ピエヴェペーラゴ
- リオルナート
- セストラ

### 気候分類・地震分類
フィウマルボにおけるイタリアの気候分類 (it) および度日は、zona F, 3549 GGである。
また、イタリアの地震リスク階級 (it) では、zona 3 (sismicità bassa) に分類される。

## 行政

### 分離集落
フィウマルボには、以下の分離集落（フラツィオーネ）がある。
- Dogana Nuova, Faidello, Montalecchio, Rotari, San Michele, Selve, Versurone

## 文化・観光
「イタリアの最も美しい村」クラブ加盟コムーネである。